# Simbolismo fonético
El simbolismo fonético es la asociación de un determinado significado a un sonido o grupo de sonidos,  un fenómeno que rompe con la relación arbitraria habitual entre significado y significante. Es decir, existen palabras en las cuales la forma que las designa tiene que ver con su sentido o bien determinados patrones fonéticos que inducen a pensar en ciertos conceptos.
Un ejemplo claro de simbolismo fonético es la onomatopeya, en el que la palabra intenta reproducir acústicamente un fenómeno, como la palabra susurrar, que trata de reproducir el sonido que se oye cuando se habla al oído. Un segundo fenómeno es el llamado clustering, en el que, cuando una palabra tiene un significado concreto en una lengua, es más probable que otras palabras del mismo campo semántico se asemejen en su significante.
El último fenómeno relevante es la ideastesia, que asocia los fonemas a determinadas formas físicas, como se estudió en el experimento «buba-kiki». De las dos figuras de la imagen, si se pide a personas aleatorias que indiquen cuál se llama «buba» y qué «kiki», los resultados mostrarán una marcadísima preferencia por asociar «kiki» a la figura con más ángulos.

¿Cuál figura es «buba» y cuál «Kiki»? La mayoría de las personas que llaman «kiki» a la primera suelen ser propensas al autismo.